# Шапіро Адольф Якович
Адольф Якович Шапіро (* 4 липня 1939, Харків, УРСР) — радянський, латвійський і російський режисер, театральний педагог. Професор.

## Життєпис
Закінчив режисерський факультет Харківського театрального інституту мистецтв імені Івана Котляревського, навчався в Москві у вищій режисерській лабораторії М. Кнебель.
В 1962–1992 рр. працював в Латвії, де очолював Державний театр юного глядача Латвійської РСР імені Ленінського комсомолу (ТЮГ).
Викладав у Ризькій Консерваторії, де випустив три акторських і один режисерський курси.
У 1990 році був обраний Світовим Президентом Міжнародної Асоціації театрів для дітей та молоді, з 1994 р. є Президентом Російського Центру АССІТЕЖ.
З 1993 року працює незалежним режисером і театральним педагогом.

## Громадянська позиція
У березні 2014 підписав звернення російських діячів культури проти окупації Криму.